# يوسف سعد كامل
يوسف سعد كامل مواليد 29 مارس 1983 عداء مسافات متوسطة بحريني الجنسية كيني المولد متخصص في سباقي 800 متر و1500 متر. مثل بلاده في الأولمبياد. فاز بالميدالية الذهبية في بطولة العالم لألعاب القوى.

## السيرة الذاتية
ولد في ناروك بكينيا.
يتدرب مع شركة بيس لإدارة الرياضة ويدربه ريكي سيمز. يوسف نجل بطل العالم السابق مرتين في سباق 800 متر بيلي كونتشيلا.
في عام 2009 توقفت عن المشاركة باسم البحرين بدعوى عدم دفع رواتبه ومكافئاته. أبدى استعداده للمشاركة باسم كينيا ولكن جواز سفره الكيني محجوز من قبل المسؤولين البحرينيين. بدون جواز سفر لم يكن في استطاعته المشاركة في أي بطولة. عدة عدائين كينيين آخرين الذين حصلوا على الجنسية البحرينية تركوا البحرين وأبدوا استعدادهم للمشاركة باسم كينيا. ومع ذلك عاد إلى المشاركة في يوليو 2009 في بطولة لقاء أثليتيسيما تحت اسم البحرين. في وقت لاحق توقف الاتحاد الكيني لألعاب القوى عن محاولة السعي خلف يوسف للمشاركة باسم كينيا.
باسم مملكة البحرين فاز كامل بذهبية سباق 1500 متر وبرونزية سباق 800 متر في بطولة العالم لألعاب القوى 2009 في برلين. في بطولة العالم لألعاب القوى 2011 في دايغو شارك فقط في سباق 1500 متر فقط ولكنه فشل تماما في التأهل للنهائي.

## الإنجازات المهمة
| العام | البطولة                              | الملعب             | النتيجة | ملاحظات |
| ----- | ------------------------------------ | ------------------ | ------- | ------- |
| 2004  | بطولة آسيا لألعاب القوى داخل الصالات | طهران، إيران       | 3       |         |
|       | نهائي ألعاب القوى العالمي            | مونت كارلو، موناكو | 1       |         |
| 2005  | نهائي ألعاب القوى العالمي            | مونت كارلو، موناكو | 2       |         |
| 2009  | بطولة العالم لألعاب القوى            | برلين، ألمانيا     | 1       |         |
|       | بطولة العالم لألعاب القوى            | برلين، ألمانيا     | 3       |         |

## روابط خارجية
- يوسف سعد كامل على موقع الاتحاد الدولي لألعاب القوى (الإنجليزية)
- يوسف سعد كامل على موقع الدوري الماسي (الإنجليزية)
- يوسف سعد كامل على موقع أوليمبيديا (الإنجليزية)